# George Vance Murry
George Vance Murry SJ (28 de dezembro de 1948 - Nova York, 5 de junho de 2020) foi um ministro americano e bispo católico romano de Youngstown.
George Vance Murry, um convertido da Igreja Metodista Episcopal Africana, ingressou na ordem jesuíta em 1972 e foi ordenado sacerdote após completar seu treinamento teológico em 9 de junho de 1979. Ele estudou na Escola Jesuíta de Teologia em Berkeley, Califórnia, e se formou em História da Cultura Americana pela George Washington University em Washington, D.C. PhD. Ele atuou em funções administrativas em duas escolas de ensino médio em Washington, D.C. e atuando como professor de estudos americanos na Georgetown University e vice-presidente associado para assuntos acadêmicos na University of Detroit Mercy em Detroit, Michigan.
Em 24 de janeiro de 1995, o Papa João Paulo II o nomeou bispo auxiliar em Chicago e bispo titular de Fuerteventura. O arcebispo de Chicago, o cardeal Joseph Louis Bernardin, consagrou-o bispo em 20 de março do mesmo ano; Os co-consagradores foram Alfred Leo Abramowicz, Bispo Auxiliar de Chicago, e Timothy Joseph Lyne, Bispo Auxiliar Emérito de Chicago. Ele escolheu Cristo minha Luz como seu lema.
Em 5 de maio de 1998, foi nomeado Bispo Coadjutor de Saint Thomas, Ilhas Virgens. Com a renúncia de Elliot Griffin Thomas em 29 de junho de 1999, ele o sucedeu como Bispo de Saint Thomas. Em 30 de janeiro de 2007, foi pelo Papa Bento XVI nomeado Bispo de Youngstown com posse em 28 de março do mesmo ano.
Murry morreu aos 72 anos no início de junho de 2020 no Memorial Sloan Kettering Cancer Center em Nova York devido a complicações de leucemia diagnosticada em abril de 2018.